# تيري راندال
تيري راندال (بالإنجليزية: Terry Randall)‏ هو لاعب دوري الرغبي أسترالي، ولد في 5 فبراير 1951 في سيدني في أستراليا.